# Shire (administrativ enhed)
 For alternative betydninger, se Shire. (Se også artikler, som begynder med Shire)
Shire (svarer omtrent til det danske syssel) er et oprindeligt angelsaksisk begreb for administrative områder i det nuværende Storbritannien. De blev styret af en ealdorman og senere af en sheriff (shire reeve). Ordet kommer fra gammelengelsk scir, som igen kommer fra protogermansk skizo, der betyder 'ansvar' eller 'beskyttelse'. Et shire kunne inddeles i flere hundred (herreder) eller wapentake (norrønt vápnatak).

## Oprettelsen af shires
Inddelingen i shires blev først brugt i kongeriget Wessex i tidlig angelsaksisk tid. Byen York var inddelt i shires i Domesday Book fra 1086. Skotland blev først inddelt i shires i det område, hvor der var bosat englændere. Lothian og Scottish Borders (Bernicia) blev inddelt i shires i 800-talet. Kong David 1. af Skotland (1124–1153) oprettede shires og udnævnte sheriffer i store dele af Lavlandsskotland.
Kolonisering førte til at «shire» også blev brugt som betegnelse i Australien og USA.

## Brug af «shire» i stednavne
Shire gik senere over til at blive County (grevskab), men ordet findes stadig i flere grevskabsnavne. Disse områder i England bliver af og til omtalt under et som «the Shires», og omfatter Bedfordshire, Berkshire, Buckinghamshire, Cambridgeshire, Cheshire, Derbyshire, Gloucestershire, Hampshire, Herefordshire, Hertfordshire, Huntingdonshire, Lancashire, Lincolnshire, Leicestershire, Northamptonshire, Nottinghamshire, Oxfordshire, Shropshire, Staffordshire, Warwickshire, Wiltshire, Worcestershire og Yorkshire. Desuden har flere grevskaber alternative navne som ender med -shire: Devon kan også kaldes Devonshire, mens Dorset, Rutland og Somerset tidligere også var kendte som Dorsetshire, Rutlandshire og Somersetshire. 
I Skotland brugtes betegnelsen «shire» længere end i England, ofte med udtalen schyr. I Skotland findes shire endelserne i Aberdeenshire, Ayrshire, Banffshire, Berwickshire, Clackmannanshire, Cromartyshire, Dumfriesshire, Dunbartonshire, Inverness-shire, Kincardineshire, Kinross-shire, Kirkcudbrightshire, Lanarkshire, Morayshire, Nairnshire, Peeblesshire, Perthshire, Renfrewshire, Ross-shire, Roxburghshire, Selkirkshire, Stirlingshire og Wigtownshire. Fire andre grevskaber har alternative shirenavne: Angus (Forfarshire), East Lothian (Haddingtonshire), Midlothian (Edinburghshire) og West Lothian (Linlithgowshire).
I Wales findes endelsen -shire i Brecknockshire (eller Breconshire), Caernarvonshire, Cardiganshire, Carmarthenshire, Denbighshire, Flintshire, Monmouthshire, Montgomeryshire, Pembrokeshire og Radnorshire.